# Mattias Fyhr
Mattias Fyhr född 1970 är en svensk litteraturvetare inriktad på gotisk litteratur, skräck och annan fantastiklitteratur. Han har bland annat skrivit De mörka labyrinterna. Gotiken i litteratur, film, musik och rollspel (Lund 2003), som handlar om den gotiska (skräck)traditionen från 1700-talet till idag med internationella exempel och även svenska författare som Alexander Ahndoril, Inger Edelfeldt, Per Hagman, Mare Kandre och Nikanor Teratologen.

Han har även skrivit den första svenska boken om skräckförfattaren H P Lovecraft, Död men drömmande. H P Lovecraft och den magiska modernismen (Lund 2006), som handlar om Lovecraft och den ockultism och modernism som fanns när han levde. Andra texter om Lovecraft av Fyhr finns i antologier som Pickmans modell (Lund 2008). Likaså skrev han den första boken om Mare Kandre, Skitigt vackert mörker. Om Mare Kandre, en vänbok som handlar om hennes och hans diskussioner kring gotik m m.
Fyhr var en av redaktörerna till antologierna Förborgade tecken. Esoterism i västerländsk litteratur (Umeå 2010) tillsammans med Per Faxneld samt, tillsammans med Rickard Berghorn, för Necronomicon i Sverige (Saltsjö-Boo 2002), I nattens korridorer. Artiklar om skräck och mörk fantasy (Saltsjö-Boo 2004) och för tidskriften Minotauren under åren 2000-2006.
Mattias Fyhr var tidigare verksam som docent i litteraturvetenskap vid Högskolan för lärande och kommunikation i Jönköping.